# فرد هال (ملحن)
فرد هال (بالإنجليزية: Fred Hall)‏ هو كاتب أغاني وملحن وعازف بيانو أمريكي، ولد في 10 أبريل 1898 في نيويورك في الولايات المتحدة، وتوفي في 6 أكتوبر 1954.

## روابط خارجية
- فرد هال على موقع IMDb (الإنجليزية)
- فرد هال على موقع أول ميوزيك (الإنجليزية)